# Lykkesholm (Fyn)
 For alternative betydninger, se Lykkesholm. (Se også artikler, som begynder med Lykkesholm)
Lykkesholm er en gammel hovedgård mellem Ryslinge og Ørbæk på Sydøstfyn. Den nævnes første gang i 1329 som kaldt Magelund, men blev benævnt Lykkesholm fra 1380.
Den fredede hovedbygning er opført i 1600 ved Domenicus Badiaz og ombygget i 1668-1784-1786.
Ejendommen kaldes pt. for Lykkesholm Slot og er i dag et hotel og en avlsgård under Ravnholt.
Gården ligger i Ellested Sogn, Vindinge Herred, Nyborg Kommune.
Slottet var yndlingsted for den danske forfatter H.C. Andersen. Han gæstede således slottet flere gange og udtrykke det således:
| Citat | "... Det romantiske Lykkesholm, det smukkeste Sted jeg kjender i Fyen, hvor man spiser ganske fortræffeligt, og kan faae Viin og sød Fløde saameget man ønsker..." | Citat |
|       | |       |

Slottet havde sin snert af kongelighed i 1391, da det i en kort periode var ejet af dronning Margrete I.
Lykkesholm er på 299 hektar.

## Ejere af Lykkesholm
- (1315-1329) Kirstine af Magelund
- (1329) Gert Høcken
- (1329-1339) Peder Nielsen Brock
- (1339-1376) Albert Pedersen Magelund Brock
- (1376) Sophie Pedersdatter Brock gift Krummedige / Elene Pedersdatter Brock
- (1376-1378) Iven Krummedige
- (1378-1380) Johan Hummersbüttels / Hartvig Hummersbüttels
- (1380-1381) Evert von Moltke
- (1381-1391) Fikke von Moltke / Henneke von Moltke
- (1391) Dronning Margrete 1.
- (1391-1416) Henneke Olufsen Bjørn
- (1416-1446) Steen Basse
- (1446-1465) Torben Bille
- (1465-1492) Bent Bille
- (1492-1542) Hans Bille
- (1542-1550) Inger Corfitz gift Bille
- (1550-1565) Ejler Rønnow
- (1565-1569) Henning Qvitzow
- (1569-1590) Enke Fru Qvitzow
- (1590-1640) Ejler Qvitzow
- (1640-1657) Christen Thomesen Sehested
- (1657-1683) Erik Christensen Sehested
- (1683-1699) Margrethe Rammel gift (1) Sehested (2) Winterfeldt (3) Kaas
- (1699-1713) Otto Eriksen Sehested
- (1713-1715) Margrethe Eriksdatter Sehested gift Kaas
- (1715) Margrethe Rammel gift (1) Sehested (2) Winterfeldt (3) Kaas
- (1715-1721) Hans Frederik Kaas
- (1721-1730) Børge Trolle
- (1730-1767) Theodor Lente-Adeler
- (1767-1768) Enke Fru Adeler
- (1768-1778) Otto Lindegaard
- (1778-1796) Anne Cathrine Bendz gift Lindegaard
- (1796-1825) Salomon Lindegaard
- (1825-1838) Enke Fru Lindegaard
- (1838-1875) Otto Lindegaard
- (1875-1913) Peter Salomon Lindegaard
- (1913-1914) Konsortium
- (1914-1941) Christian Ove Sehestedt-Juul
- (1941-1948) Ove Christian Sehestedt-Juul
- (1948-1970) Christian Ove Sehestedt-Juul
- (1970-2001) Ove Christian Sehestedt-Juul
- (2001-) Ove Christian Sehestedt-Juul / Christian Ove Sehestedt-Juul

## I populærkultur
Dele af TV-serien Charlot og Charlotte er filmet on location på Lykkesholm som er karakteren Birksteds (spillet af Ove Sprogøe) hjem.